# Ладыгин, Михаил Дмитриевич
Михаил Дмитриевич Ладыгин (9 [22] декабря 1912, Вятская губерния — 30 мая 1990, Ленинград) — советский актёр театра и кино. Заслуженный артист РСФСР (1951), Заслуженный артист Эстонской ССР (1951).

## Биография
Михаил Дмитриевич Ладыгин родился 9 (22) декабря 1912 года.
В 1934 году окончил Ленинградский эстрадно-цирковой техникум. В 1934—1956 годах — артист Драматического театра Балтийского Флота, в 1956—1967 годах — артист Ленинградского драматического театра имени В. Ф. Комиссаржевской, в 1967—1971 годах — артист Ленинградского драматического театра имени Ленинского Комсомола. В 1971 году вышел на пенсию.
Заслуженный артист РСФСР (13.03.1951). Заслуженный артист Эстонской ССР (1951)
Скончался 30 мая 1990 года.

## Фильмография
1. 1955 — Два капитана — штурман
2. 1956 — Искатели — милиционер
3. 1956 — Солдаты — майор Бородин
4. 1958 — Город зажигает огни — экзаменатор по математике
5. 1959 — Папа или мама? (короткометражный) — папа
6. 1959 — Повесть о молодожёнах — Николай Петрович, отец Светланы
7. 1959 — Шинель — ростовщик
8. 1960—1961 — Балтийское небо — эпизод
9. 1962 — Серый волк — эпизод
10. 1966 — На диком бреге — Савватей Мокеич
11. 1966 — Республика ШКИД — директор исправительной школы
12. 1967 — Дорога домой (ТВ) — фашистский генерал
13. 1968 — Жизнь Матвея Кожемякина (фильм-спектакль) — пушкарь
14. 1967 — Происшествие, которого никто не заметил — начальник ЖЭКа
15. 1967 — Твой современник — заместитель министра
16. 1968 — В день свадьбы — Илья Григорьевич Салов, отец Нюры
17. 1968 — Виринея — селянин
18. 1968 — Зыковы (фильм-спектакль) — Тараканов
19. 1968 — Удар! Ещё удар! — эпизод
20. 1969 — Киноальманах «Мальчишки». Новелла «Это именно я» — Лубенец, отец Генки
21. 1970 — Двадцать седьмой неполный (фильм-спектакль)
22. 1970 — Любовь Яровая — Пикалов
23. 1970 — Ночная смена — дядя Коля, член бригады Пономарёва